# Shun'ichi Suzuki (homme politique)
Pour les articles homonymes, voir Shun'ichi Suzuki.
Shun'ichi Suzuki (鈴木 俊一, Suzuki Shun'ichi), né le 13 avril 1953 à Tokyo, est un homme politique japonais, membre du Parti libéral-démocrate (PLD).

## Biographie

### Jeunesse et études
Suzuki est le fils de l'ancien Premier ministre Zenkō Suzuki, il est également le beau-frère de Tarō Asō (autre ancien chef du gouvernement). Son épouse Chikako appartient à une grande famille politique comprenant Heikichi Ogawa et un autre ancien Premier ministre, Kiichi Miyazawa.
Il est diplômé de la faculté professorale de l'université Waseda, en 1977.

### Parcours professionnel
Suzuki est depuis 1990 membre de la Chambre des représentants du Japon, sous l'étiquette du parti libéral-démocrate.
Il est ministre de l'Environnement de 2002 à 2003 dans le gouvernement de Jun'ichirō Koizumi. Il est ministre d'État japonais chargé des Jeux olympiques et paralympiques de Tokyo et des Événements sportifs de 2017 à 2018 et d'avril à septembre 2019.

## Positions
Suzuki est affilié au lobby révisionniste Nippon Kaigi, et membre de deux groupes parlementaires d'extrême droite, le groupe de discussion Nippon Kaigi (日本会議国会議員懇談会 - Nippon kaigi kokkai giin kondankai) et le groupe parlementaire de l'Association shinto de leadership spirituel (神道政治連盟国会議員懇談会), également connu sous le nom de Sinseiren, Ligue politique shinto ou Shinto Seiji Renmei Kokkai Giin Kondankai.
Suzuki a répondu au questionnaire soumis en 2012 par le Mainichi Shimbun aux parlementaires sur plusieurs questions politiques et institutionnelles.
Au niveau institutionnel, il se prononce en faveur de la remilitarisation du Japon (par la révision de l'article 9 de la constitution japonaise) et contre la réforme de la Diète (pour un système monocaméral au lieu du système bicaméral actuel).
Il est favorable à la réactivation des centrales nucléaires et contre l'objectif de l'abandon du nucléaire civil d'ici la fin des années 2030.
Au niveau des relations internationales, il se prononce pour la relocalisation de la base navale américaine de Futenma à Okinawa et en faveur de l'étude en vue de l'acquisition des îles Senkaku par le gouvernement et d'une attitude ferme vis-à-vis de la Chine. En revanche, il est contre la participation du Japon à l'Accord de partenariat transpacifique et opposé au nucléaire militaire au Japon.
Enfin, il se déclare opposé à la réforme des règles de la famille impériale permettant à une femme de conserver son statut impérial après le mariage.